# أويفيند ساندبرغ
أويفيند ساندبرغ (بالنرويجية البوكمول: Øyvind Sandberg)‏ هو مخرج نرويجي، ولد في 24 أبريل 1953 في برغن في النرويج.

## وصلات خارجية
- أويفيند ساندبرغ على موقع IMDb (الإنجليزية)
- أويفيند ساندبرغ على موقع ألو سيني (الفرنسية)
- أويفيند ساندبرغ على موقع أول موفي (الإنجليزية)
- أويفيند ساندبرغ على موقع قاعدة بيانات الفيلم (الإنجليزية)
- أويفيند ساندبرغ على موقع كينوبويسك (الروسية)